# オッシ
オッシ（イタリア語: Ossi）は、イタリア共和国サルデーニャ自治州サッサリ県にある、人口約5,700人の基礎自治体（コムーネ）。

## 地理

### 位置・広がり

#### 隣接コムーネ
隣接するコムーネは以下の通り。
- カルジェーゲ
- フロリーナス
- イッティリ
- ムーロス
- サッサリ
- ティッシ
- ウージニ